# Echinocystis
Echinocystis é um género botânico pertencente à família Cucurbitaceae.

## Espécies
| - Echinocystis araneosa - Echinocystis australis - Echinocystis bigelovii - Echinocystis bigelowii | - Echinocystis brandegei - Echinocystis cirrhopedunculata - Echinocystis cirrhopedunculatus - Echinocystis coulteri |

## Descrição
Echinocystis lobata é uma videira anual que produz caules que podem chegar a 8 metros de comprimento e que sobem, com a ajuda de gavinhas ramificadas, sobre arbustos e cercas ou se arrastam pelo chão. Os caules são angulares e sulcados. As folhas são alternadas, com pecíolos longos, cinco lóbulos palmados e sem estípulas. As plantas são monoicas, com flores masculinas e femininas separadas na mesma planta. As flores masculinas estão em panículas eretas de caules longos. Cada flor tem uma corola branca ou amarelada esverdeada com seis lóbulos finos. A flor masculina possui um único estame central com uma antera amarela. A flor feminina possui um único estigma e é sustentada por um pedúnculo curto na base da panícula floral, com o ovário globular espinhoso inferior imediatamente abaixo. O fruto é uma cápsula espinhosa inflada, com até 5 cm de comprimento, com dois poros e quatro sementes. Assemelha-se a uma pequena melancia espinhosa ou a um pepino, mas é inedível (daí o nome "pepino espinhoso"). Permanece durante todo o inverno e depois se abre na parte inferior, liberando as sementes. Essa espécie pode ser distinguida do "pepino-espinhoso de uma semente" (Sicyos angulatus) pela corola de seis lóbulos e pela falta dos frutos agrupados que esta planta possui. Também se assemelha à Marah macrocarpa (também conhecida como pepino selvagem), que também tem uma corola de seis lóbulos e é encontrada no chaparral do sul da Califórnia, onde a E. lobata não é encontrada.